# Unione dei comuni della Riviera delle Palme e degli ulivi
L'unione dei comuni della Riviera delle Palme e degli ulivi è stata un'unione di comuni della Liguria, in provincia di Savona, formata dai comuni di Boissano, Toirano e Loano.
Alla sua nascita, oltre a questi tre comuni, facevano parte dell'unione di comuni anche i comuni di Balestrino, Borghetto Santo Spirito, Borgio Verezzi, Giustenice, Magliolo, Pietra Ligure e Tovo San Giacomo, progressivamente usciti durante il 2015.

## Storia
L'unione era nata con atto costitutivo del 4 dicembre 2014, firmato nel municipio di Pietra Ligure dai rappresentanti locali del territorio. L'ente locale aveva sede a Loano. Il primo presidente pro-tempore dell'Unione - eletto l'8 aprile 2015 - è stato Luigi Pignocca, quest'ultimo primo cittadino della città loanese.
Il 12 febbraio 2015 i sindaci dei comuni di Pietra Ligure, Borgio Verezzi, Magliolo, Tovo San Giacomo e Giustenice avevano annunciato alla stampa locale la volontà di separarsi dall'Unione dei comuni della Riviera delle Palme e degli ulivi per dare vita ad una nuova realtà associativa riprendente il territorio della val Maremola: l'attuale Unione dei comuni della Val Maremola. Un atto di "separazione" che è stato convalidato dall'ente solamente dopo la modifica di una norma dello statuto che, fino al maggio 2015, non prevedeva l'uscita di nessun comune prima dei tre anni dalla data di costituzione dell'Unione. Ogni singolo consiglio comunale ha pertanto votato in maggioranza (o i 2/3 del consiglio) lo stralcio della norma e relativo recesso.
Nell'estate del 2016 con il voto favorevole del consiglio comunale di Loano (ultimo comune a votare l'uscita dall'Unione) l'ente ha visto la sua ufficiale dissoluzione, primo caso di cessazione amministrativa in Liguria.

## Descrizione
L'unione dei comuni comprendeva quella parte di territorio denominato Riviera delle Palme e unito dalla secolare coltivazione dell'ulivo.
Per statuto l'Unione si occupava di questi servizi:
- organizzazione generale dell'amministrazione, gestione finanziaria e contabile e controllo;
- organizzazione dei servizi pubblici di interesse generale di ambito comunale;
- catasto;
- la pianificazione urbanistica ed edilizia di ambito comunale nonché la partecipazione alla pianificazione territoriale di livello sovra comunale;
- attività, in ambito comunale, di pianificazione di protezione civile e di coordinamento dei primi soccorsi;
- organizzazione e gestione dei rifiuti e la riscossione dei relativi tributi;
- progettazione e gestione del sistema locale dei servizi sociali ed erogazione delle relative prestazioni ai cittadini;
- edilizia scolastica, organizzazione e gestione dei servizi scolastici;
- polizia municipale e polizia amministrativa locale;
- servizi in materia statistica.

## Amministrazione
| Periodo         | Periodo       | Primo cittadino | Partito          | Carica                               | Note |
| --------------- | ------------- | --------------- | ---------------- | ------------------------------------ | ---- |
| 4 dicembre 2014 | 2 agosto 2016 | Luigi Pignocca  | sindaco di Loano | presidente del Consiglio dell'Unione |      |